# Кирха Розенау
Храм Покрова Пресвятой Богородицы (ранее — Кирха Розенау (нем. Rosenaukirche)) — евангелическая, с 1990 года православная, церковь в Калининграде, расположена на улице Клавы Назаровой. Строилась с 1914 по 1926 год — необычайно длительное строительство в Кёнигсберге начала XX века.

## Кирха в Розенау
Строительное описание из книги «Памятники истории и культуры. Калининград»:
Здание в готическом стиле. В северо-западном углу — квадратная четырёхэтажная башня с часами, которые были безвозмездно предоставлены магистратом в лице обер-бургомистра. Под часами проходит выполненный из песчаника фриз с резьбой. Притвор находится с запада и имеет портал из белого песчаника, три двери которого символизируют Святую Троицу. Все окна кирхи — стрельчатые. На востоке находится алтарная часть, к которой была пристроена конфирмационная зала. Фундамент кирхи покоится на гранитных камнях от старой крепостной постройки Кёнигсберга.
В 1908 году предместье Розенау было включено в городскую черту. В 1914 году рядом со школой было начато строительство новой кирхи. Однако первая мировая война и её последствия приостановили это строительство. И только в 1926—1928 годах стало улучшаться финансово-экономическое положение прусского «свободного государства» («Веймарская республика»).
Постепенно нараставшие прибыли от прямой и посреднической торговли с Востоком (прежде всего, СССР), стабильные инвестиции (в том числе — и беспроцентные сельскохозяйственные кредиты), получаемые от центрального правительства, способствовали выходу провинции из кризисной ситуации. Поэтому Розенау быстро росло, здесь строились промышленные предприятия, появлялись новые жилые кварталы. В 1926 году для жителей Розенау была возведена кирха в готическом стиле по проекту А.Пфлаума.
Отличительная особенность кирхи в Розенау — долгое для того времени строительство. Закладка фундамента состоялась 23 июля 1914 года, а спустя неделю началась Первая мировая война и строительство кирхи было отложено на неопределённый срок.
После войны строительство было возобновлено только 2 апреля 1925 года. Однако отпущенные казённые деньги моментально исчезли из-за быстрой инфляции. Тем не менее полтора года спустя здание было достроено.
В ходе Кёнигсбергской операции Великой Отечественной войны наступающие советские войска так стремительно ворвались в город с этого направления, что кирха почти не пострадала в ходе боев, даже подвергшись артобстрелу. В советский период здание использовалось в качестве складских помещений.
В 1990 году было принято решение о передаче кирхи РПЦ. После ремонта в 1990—1992 годах и освящения кирха (новое название — Церковь Покрова Пресвятой Богородицы) находится в ведении Калининградской Епархии Русской православной церкви.

## Адрес
- г. Калининград, ул. К. Назаровой, д. 24
- Веб-сайт: Неофициальный сайт Храма Покрова Пресвятой Богородицы
- Веб-сайт: Официальный сайт Храма Покрова Пресвятой Богородицы